# Dragi Stefanija
Dragi Stefanija (Ohrid, Republika Makedonija, 10. studenog 1933.), makedonski književnik i jezikoslovac.
Godine 1958. diplomirao je na Filozofskom fakultetu u Skopju (makedonski jezik, južnoslavenske jezike i književnosti, te ruski jezik). Doktorat iz oblasti slovenske filologije obranio je 1980. godine na Filozofskom fakultetu u Ljubljani.
Dugi niz godina radio je kao novinar i lektor u makedonskim omladinskim glasilima, zatim kao stručni suradnik i inspektor za školstvo, kao novinar i urednik RTV Skopja, te kao lektor a zatim i kao izvanredni, odnosno redovni profesor makedonskog jezika i književnosti na Filozofskom fakultetu u Ljubljani. Od 2001. godine profesor je južnoslavenskih jezika na Tehničko-humanističkoj akademiji u gradu Bielsko Biala u Poljskoj.
Suradnik je Instituta za makedonski jezik “Krste Misirkov” iz Skopja, Pedagoške akademije u Mariboru te Filozofskog fakulteta u Zagrebu.
Predavanja i seminare održavao je u Celju, Zagrebu, Dubrovniku, Trstu, Kijevu, Beču, Berlinu, Rijeci, Đakovu, Portorožu, Novoj Gorici, Ohridu, Kičevu, Tetovu, Velesu, Gostivaru, Štipu, Podgorici, Zadru, Budvi, Osijeku.
Mentor je većeg broja doktorata i magisterija te autor više od trideset knjiga i preko 200 studija i stručnih članaka.